# Bruce King
Bruce King (n. 6 aprilie 1924, Stanley, comitatul Santa Fe County, New Mexico – d. 13 noiembrie 2009, Stanley) a fost un politician nordamerican. King a fost între anii (1971 - 1975; 1979 - 1983; 1991 - 1995) guvernator al statului New Mexico din SUA.